# ¡A que te ríes!
¡A que te ríes! fue un programa de televisión venezolano de género comedia, producido y transmitido por la cadena de televisión Venevisión emitido entre 2010 y 2016.

## Historia

### Inicio
El programa nace con la idea humorística de emular las comedias anteriores de la misma cadena (Bienvenidos, El Show de Joselo, Cásate y Verás y El Show de la Comedia), los cual lograron un exitoso nivel de audiencia en sus tiempos.
Se empezó a transmitir el 18 de febrero de 2010, todos los jueves a las 08:00 p. m., luego pasaría los domingos a las 10:00 p. m..

### Final
El ciclo de grabación del programa culminó en diciembre de 2015, luego las grabaciones serían detenidas indefinidamente y sin aviso alguno. El programa finalizó el 9 de febrero de 2016, aunque se siguió emitiendo posteriormente por repeticiones. El programa, siguiendo con la reposiciones, empezó a ser emitido en diversos horarios de la noche desde inicios de 2017.
El programa fue sustituido y unificado junto a ¡Qué Locuras! y Cheverísimo para producir el programa El Show del Vacilón, que fue estrenado el 25 de marzo de 2012.

## Sinopsis
Presenta en cada edición chistes, pasos de comedia y tras cámaras, al estilo de un reality show dedicado al humor. El fuerte del programa son los chistes, basados en esas situaciones que rodean a diario la vida de los venezolanos, agregándole una buena dosis de picardía y buen humor.
La forma de hacer el programa emulaba al espacio similar Cheverísimo, el cual había seguido al aire hasta el sábado 13 de junio del 2020.

## Formato
¡A Qué Te Ríes! cuenta con la participación de grandes personas del humor venezolano como Américo Navarro, Carlos Rodríguez y Wilmer Ramírez que vienen también de Cheverísimo. Entre sus sketches más populares se encuentran Los pineros, Carito Vale, El Portu Y Rosita, Yo no soy de hierro, Dr. Kilo y Los fabulosos, Navarrete y Rosita, entre otros. También cada edición del programa tenía a estrellas invitadas nacionales e internacionales, donde inclusive realizaron el estreno de su videoclip en el programa.
Tras el éxito del programa, se comienza a emitir por YouTube y se lanza un aplicación BlackBerry Z10, el cual se convierte en uno de los más populares en Venezuela, el resto de América Latina y España.

## Elenco
- Carlos Rodríguez
- Américo Navarro
- Wilmer Ramírez
- Henry Rodríguez
- Gaetano Ruggiero
- Andreína Álvarez
- Napoleón Rivero
- María Elena Heredia
- Ariel Fedullo
- Juan Carlos Dávila
- Guillermo Díaz
- Jimena Araya
- Julio Gassette
- Sabrina Salemi
- Juan Carlos Barry
- Karina Jaimes de Quintana
- Yolenny Salazar
- Nene Quintana
- Félix Granados
- Alejandro Corona
- Mayra Alejandra Goncalves
- Mirla de Faría
- Maycarlis Pérez
- Marinés Hernández
- Honorio Torrealba Jr.
- Nelly Pujols
- Ramón 'Chispita' Guerrero
- Iván 'Lemons' Álvarez
- Rafael Carrillo
- Airannis Cisneros
- Gloria Ordóñez
- Jorge Luis González
- Gabriela Rodríguez
- Juan Carlos Adrianza (+)
- Gabriela Fleritt
- Rolando Salazar
- Honorio Torrealba
- Indonesia Riera

## Sketches
- Los Pineros

Parodia a la juventud hispana actual, fuertemente influencia por las redes sociales (como Facebook, Twitter...) y aparatos tecnológicos como el BlackBerry y su red BBM Pin, de dónde proviene el nombre del sketch.
Intérpretes: Wilmer Ramírez, Juan Carlos Dávila, Andreína Álvarez, Juan Carlos Adrianza, Gloria Ordóñez y Napoleón Rivero.
- Los Fabulosos

Dos jóvenes gais de procedencia marabina son obligados por su padre a que se vuelvan unos verdaderos machos llevándolos a diversos lugares para este propósito. Finalmente, los machis (como se hacen llamar) terminan saliéndose con la suya.
Intérpretes: Juan Carlos Adrianza, Juan Carlos Dávila y El Che Gaetano.
- Yo no soy de hierro

Es uno de los sketches del programa en que aparecen los invitados especiales (generalmente los masculinos). Un hombre se va a un local o empresa a quejarse sobre un pésimo servicio o producto que se la ha brindado, insultando y amenazando al dueño de aquella empresa; cuando el dueño (un artista invitado) aparece, el hombre queda encantado por él y empieza a coquetearle.
Intérpretes: Henry Rodríguez, Andreína Álvarez, Sabrina Salemi y Juan Carlos Dávila.
- Dr. Kilo

Es una parodia a los programas gastronómicos de la televisión. Todos los tips que el Dr. Kilo (interpretado por Napoleón Rivero) y su asistente (interpretada por Gloria Ordóñez) da a los televidentes, son totalmente contrarios a los que se esperan de una dieta, promoviendo de manera cómica la obesidad. Debido a la salida de Gloria Ordóñez del programa, el 18 de septiembre de 2011, su papel fue suplantado por la actriz cómica Gabriela Fleritt.
Intérpretes: Napoleón Rivero, Gloria Ordóñez y Gabriela Fleritt.
- El Toero

Un hombre lleva a su pareja a que se le preste un servicio al sitio de trabajo de un hombre de origen español. Este último siempre termina por crear un malentendido y nunca hace su trabajo.
Intérprete: Américo Navarro.
- Carito vale

Un hombre lleva a su novia a diversos lugares para darle un regalo a su reina eterna. Siempre le ofrecen cosas exóticas de alto precio y cada vez va pidiendo más ofertas, hasta lograr que sea echado del sitio junto a su novia.
Intérpretes: Américo Navarro, Sabrina Salemi, Ariel Fedullo, Indonesia Riera y Karina Jaimes.
- El Portu

Aparentemente el sketch del programa con más popularidad y éxito. Un señor de origen portugués de nombre Don Emilio llama a su sirvienta Rosita para que haga diversas actividades hogareñas (que generalmente requieren que se agache), y él siempre la ve de manera jocosa y explícita. Hay quienes aseguran que es un remake de un sketch de corte similar realizado en la Radio Rochela de los años 90, con Emilio Lovera y Norah Suárez. La frase "He visto" es tomada de un sketch de Cheverísimo (los sacerdotes interpretados por Luis Rivas y Pepe Ruiz).
Intérpretes: Los personajes son interpretados por: Jimena Araya como Rosita, Carlos Rodríguez "Rafucho" como El Portu (Don Emilio), María Elena Heredia como Fátima (la esposa de Don Emilio), y Juan Carlos Dávila como Francisquito el hijo de Don Emilio).
- El traductor

Una mujer junto a un hombre que le llama su traductor va a distintas tiendas para preguntar por cosas y productos que ofrecen. Su traductor siempre origina malentendidos porque está supuestamente "ideado para que traduzca lo que los hombres realmente le quieren decir".
Intérpretes: Andreína Álvarez, El Che Gaetano y Wilmer Ramírez.
- El Malandro Farandulero

Es uno de los sketches del programa en que aparecen los invitados especiales (generalmente los femeninos). Un malandro trata de asaltar a alguien, pero descubre que el asaltado es una actriz, cantante, animadora o modelo famosa, así que termina pidiéndole autógrafos.
Intérprete: Wilmer Ramírez.
- El Mesonero Maracucho

Una pareja (Erpidio y Luisa), siempre va a fiestas culturales, pero luego terminan hablando con un mesonero que es maracucho
Intérpretes: Américo Navarro María Elena Heredia, Carlos Rodríguez "Rafucho", Alejandro Corona y Koke Corona.
- Los Cuatro Fantásticos

Cuando alguien les hace una sugerencia o consulta a cuatro señores la única respuesta que reciben es Quizás... Tal Vez... A Lo Mejor... Es Posible
Intérpretes: Interpretados por: Carlos Rodríguez "Rafucho", Américo Navarro, Ariel Fedullo, Juan Carlos Barry y Wilmer Ramírez.
- El Tío Willy

Cuando alguien pregunta que quien lo podrá ayudar llega el tío Willy con sus sobrinas y les dice: «Muchachas» y ellas dicen: Si Tío Willy. Intérpretes: Wilmer Ramírez, Juan Carlos Barry, Yolenny Salazar, Karina Jaimes, Mirla de Faria, Mayra Goncalves, Marinés Hernández, Sabrina Salemi e Irene Delgado.
- Marculino y Marculiendo

Este sketch da vida a los chistes más populares del niño «Jaimito» (o Pepito, en otros países).
Intérpretes: Juan Carlos Adrianza y Carlos Rodríguez "Rafucho".
- El Vestuarista

Sketch donde un vestuarista da a las estrellas invitadas femeninas, pero termina asaltando por policías.
Intérprete: Wilmer Ramírez
- Los Yolos

Tres hombres con peluca de payaso son cualificados para hacer cualquier trabajo, pero todo les sale mal, por eso les dicen los Yolos. El sketch es original de Cheverísimo.
Intérpretes: Nené Quintana, Félix Granados, Juan Carlos Dávila y Gabriela Flerrit
- El Vallenatero

Cuando una persona se hace una solicitud, un vallenetero empieza a cantar «¡Tienes que volver a nacer!».
Intérprete: Carlos Rodríguez "Rafucho"
- El Llanero y su Hijo

Un jocoso sketch donde un llanero loco llamado Vergatario Angulo le maltrata a su hijo Bonifacio Angulo después de que este le dice "¡Me da pena, paaa!", pero posiblemente es un buen y carismático imitador de artistas y cantantes del mundo, y lleva un machete.
Intérpretes: Henry Rodríguez, Juan Carlos Barry y Juan Carlos Dávila
- Y Si Nos Gusta

Dos compadres quieren pasar la noche, pero todo les sale mal, por eso dicen ese sketch.
Intérpretes: Juan Carlos Barry, Nene Quintana y Andreína Álvarez
- La Ricachona

Una mujer millonaria llega a comprar algo y cuando le dicen el precio, pierde su clase y educación, y comienza a reclamar. Al volver en sí, dice: "Es que cuando el precio me insinúa se me sale lo tierrua".
Intérprete: Nelly Pujols
- Navarrete

Un empleado cobarde de nombre Navarrete, siempre es víctima de las perversiones de Sabrina, pero al final su jefe lo despide.
Intérpretes: Henry Rodríguez, Sabrina Salemi y Ariel Fedullo.
- Raymond Betancourt

Un hombre llamado Raymond Betancourt en cada uno de sus trabajos le hacen muchas preguntas, pero cuando lo sacan de sus casillas, actúa como un pargo diciendo: "¡Es que ustedes me ofuscan!"
Intérpretes: Wilmer Ramírez, Juan Carlos Dávila, Félix Granados, Mayra Goncalves, Sabrina Salemi, Karina Jaimes y Yolenny Salazar.
- Las Vecinas

Un par de vecinas (Nelly Pujolls y Yolenny Salazar) recibe a los invitados masculinos, pero accidentalmente ella no deja de sobornarlo, que al final ésta siempre hace engañada con los amores de los invitados. Muy similar al sketch Flora y Hortensia de Radio Rochela.
- Coné

El hombre que canta que cual dice: "Yo Soy coné el que los escogió y se fue" hace rimas en canciones. Cabe destacar que este nombre no tiene relación alguna con el sobrino de Condorito.
Intérprete: Honorio Torrealba Jr.

## Ficha técnica
- Libretos: Carlos Cerutti, Francisco Martínez, Gonzalo Valenotti
- Música Original: Isaías Urbina
- Equipo de Producción: Ramón Osilia, Darwin Farias, Óscar Alejandro Pérez
- Co-Producción: Melissa Nahmens
- Productor General: Ricardo Aguilar
- Productor Ejecutivo: Julio Iglesias
- Director: Rafael Suárez

## Invitados especiales
Los invitados especiales hacen apariciones en distintos sketch del programa, la siguiente lista muestra los nombres de los invitados y el sketch en el cual participaron cada uno de ellos. Algunos de estos invitados son:
- Juan Carlos García - (Yo no soy de Hierro)
- Chino y Nacho - (Yo no soy de Hierro)
- Norelys Rodríguez - (El Malandro Farandulero)
- Karoll Márquez - (Los Pineros)
- Viviana Gibelli - (El Malandro Frandulero)
- Kerly Ruiz - (El Malandro Farandulero)
- Norkys Batista - (El Malandro Farandulero)
- Eduardo Rodríguez Giolitti - (Yo no soy de Hierro)
- Luis "Moncho" Martínez - (Yo no soy de Hierro, Los Fabulosos, El Tío Willy y Las Vecinas)
- Pedro Arroyo - (Los Pineros)
- Grupo Proyecto A - (Los Pineros)
- Roque Valero - (Yo no soy de Hierro)
- Oscar D' León - (Yo no soy de Hierro)
- Carolina Indriago - (El Malandro Farandulero)
- Boris Izaguirre - (Yo no soy de Hierro, Los Fabulosos y Las Vecinas)
- Luis Chataing - (Yo no soy de Hierro)
- Federica Guzmán - (El Malandro Farandulero)
- Bob Abreu (Las Vecinas)
- Carlos Mata - (Yo no soy de Hierro)
- Atamaica Nazoa - (El Malandro Farandulero)
- Roberto Antonio - (Yo no soy de hierro)
- Jossué Gil, interpretando a "Doña Gumercinda" - (El Malandro Farandulero)
- Maite Delgado - (El Malandro Farandulero)
- Franklin Vírgüez - (Yo no soy de Hierro)
- Mariela Celis - (El Malandro Farandulero)
- Damian Genovese - (Yo no soy de Hierro)
- Sabrina Salvador - (El Malandro Farandulero)
- Víctor Drija - (Yo no soy de Hierro y Las Vecinas)
- Susej Vera - (El Malandro Farandulero)
- Guillermo Dávila - (Yo no soy de Hierro)
- Grupo Sin Terceros - (Los Fabulosos)
- Óscar Rivas "DJ Pana" - (Los Pineros y Más Que Suficiente)
- Katherine Severino, Yasuri Yamileth - (Los Pineros)
- Manuel "Coco" Sosa - (Yo no soy de Hierro)
- Benjamín Rausseo, Er Conde del Guácharo - (Participación especial)
- Víctor Cámara - (Yo no soy de Hierro)
- Hugo Devana - (Los Fabulosos)
- Los Hermanos Valentinos - (Programa especial del circo los Valentinos)
- Alex Manga - (Participación especial)
- Juliet Lima - (El Malandro Farandulero)
- Christian McGaffney - (Yo no soy de Hierro)
- María Antonieta Duque - (El Malandro Farandulero)
- Carlos Montilla - (Yo no soy de Hierro)
- Winston Vallenilla - (Yo no soy de Hierro)
- Josse Narváez - (Y yo?)
- Scarlett Linares - (El Vestuarista)
- Rafael "El Pollo" Brito - (Participación especial)
- Alejandro Palacio - (Las Vecinas)
- El Moreno Michael - (Las Vecinas)
- Leonardo Villalobos - (Yo no soy de Hiero y Las Vecinas)
- Jorge Celedón (El Vallenatero)
- Greivis Vásquez (El Vallenatero)

## Parodia de telenovelas y programas
A lo largo de los años, tanto A qué te ríes, como otros programas de humor en Venevisión han parodiado ciertas novelas de la cadena y programas del mismo.
| Telenovela/Programa                        | Nombre de la parodia                    | Fechas                            | Observación                                 |
| ------------------------------------------ | --------------------------------------- | --------------------------------- | ------------------------------------------- |
| ¿Cuál es la solución?                      | ¿Cuál es la pelazón?                    | 2007                              | Parodiado por Cásate y Verás                |
| Portada's                                  | Patada's                                | 2007                              | Parodiado por Cásate y Verás                |
| Sudando la gota gorda                      | Comiendo la papa gorda                  | 2007                              | Parodiado por Cásate y Verás                |
| ¡Sálvese quien pueda!                      | ¡Lávese quien pueda!                    | 2007                              | Parodiado por Cásate y Verás                |
| Bailando con las Reinas                    | Bailando con las Tiesas                 | 2007                              | Parodiado por Cásate y Verás                |
| ¿Quién baila mejor?                        | ¿Quién Baila Peor?                      | 2010                              | Parodiado por ¡A qué te ríes!               |
| ¿Quién tiene la razón?                     | ¿Quién tiene mamazón?                   | 2003 y 2010                       | Parodiado por Cheverísimo y ¡A Qué te Ríes! |
| Corazón Salvaje (telenovela de 1993)       | Pelazon Salvaje                         | 20 de febrero de 1994             | Parodiada por Cheverísimo                   |
| Peligrosa (telenovela)                     | Pegajosa                                | 1995                              | Parodiada por Cheverísimo                   |
| Ka Ina                                     | Kanina                                  | 1995                              | Parodiada por Cheverísimo                   |
| Como tu Ninguna                            | Como tu Ni de Broma                     | 11 de noviembre de 1995           | Parodiada por Cheverísimo                   |
| Maria la del Barrio                        | Maria la del Cerro                      | 1996                              | Parodiada por Cheverísimo                   |
| Quirpa de Tres Mujeres                     | Tripa de Tres Mujeres                   | 1996                              | Parodiada por Cheverísimo                   |
| Pecado de Amor                             | Pescado de Amor                         | 1997                              | Parodiada por Cheverísimo                   |
| Todo por Tu Amor                           | Todo por Tu Humor                       | 1997                              | Parodiada por Cheverísimo                   |
| Contra cuento y marea (telenovela de 1997) | Con tu Cuento Mareas                    | 1997                              | Parodiada por Cheverísimo                   |
| Samantha (telenovela)                      | Semontha                                | 1998                              | Parodiada por Cheverísimo                   |
| La Usurpadora (telenovela mexicana)        | La Abusadora                            | 1998                              | Parodiada por Cheverísimo                   |
| El Pais de las Mujeres                     | El Rollo de las Mujeres                 | 1999                              | Parodiada por Cheverísimo                   |
| Hechizo de amor                            | Sancocho de amor                        | sábado 26 de agosto de 2000       | Parodiada por Cheverísimo                   |
| Amantes de luna Llena                      | Levantes de Muna Llena                  | 2001                              | Parodiada por Cheverísimo                   |
| Ciudad Bendita                             | Ciudad Blandita                         | 2007                              | Parodiado por Cásate y Verás                |
| Voltea pa' que te enamores                 | Enamorate pa' que te volteen            | miércoles 5 de septiembre de 2007 | Parodiado por Cásate y Verás                |
| Torrente, Un Torbellino de Pasiones        | Ocurrente, Un torbellino de diversiones | jueves 18 de septiembre de 2008   | Parodiado por Cásate y Verás                |
| ¿Vieja yo?                                 | ¿Vejuca Yo?                             | jueves 12 de marzo de 2009        | Parodiado por Cásate y Verás                |
| La mujer perfecta                          | La Mujer Choreta                        | domingo 20 de marzo de 2011       | Parodiada por ¡A qué te ríes!               |
| La Viuda Joven                             | La Viuda Alegre                         | domingo 11 de septiembre de 2011  | Parodiada por ¡A qué te ríes!               |
| Natalia del Mar                            | Natalia Infernal                        | domingo 18 de marzo de 2012       | Parodiada por ¡A qué te ríes!               |
| Válgame Dios                               | Bajale Dos                              | domingo 14 de octubre de 2012     | Parodiado por ¡A qué te ríes!               |
| La viuda negra                             | La viuda blanca y negra                 | sábado 10 de abril de 2014        | Parodiado por Cheverísimo                   |